# Culicoides peruvianus
Culicoides peruvianus är en tvåvingeart som beskrevs av Felippe-bauer 2003. Culicoides peruvianus ingår i släktet Culicoides och familjen svidknott.
Artens utbredningsområde är Peru. Inga underarter finns listade i Catalogue of Life.